# Gambia na letnich igrzyskach olimpijskich
Reprezentanci Gambii występują na letnich igrzyskach olimpijskich nieprzerwanie od 1984 roku, zadebiutowali wtedy podczas igrzysk w Los Angeles. 
Najliczniejsza reprezentacja Gambii na letnich igrzyskach wystąpiła w 1984 (10 osób), a najmniejsza - w 2000 i w 2004 roku (2 osoby). 
Organizacją udziału reprezentacji Gambii na Igrzyskach zajmuje się Gambia National Olympic Committee.

## Tabela medalowa
| Igrzyska            | Złoto | Srebro | Brąz | Razem |
| ------------------- | ----- | ------ | ---- | ----- |
| Los Angeles 1984    | 0     | 0      | 0    | 0     |
| Seul 1988           | 0     | 0      | 0    | 0     |
| Barcelona 1992      | 0     | 0      | 0    | 0     |
| Atlanta 1996        | 0     | 0      | 0    | 0     |
| Sydney 2000         | 0     | 0      | 0    | 0     |
| Ateny 2004          | 0     | 0      | 0    | 0     |
| Pekin 2008          | 0     | 0      | 0    | 0     |
| Londyn 2012         | 0     | 0      | 0    | 0     |
| Rio de Janeiro 2016 | 0     | 0      | 0    | 0     |
| Tokio 2020          | 0     | 0      | 0    | 0     |
| Razem               | 0     | 0      | 0    | 0     |